# Mount Gilbert, Antarktis
Mount Gilbert är ett berg i Antarktis. Det ligger i Västantarktis. Argentina, Chile och Storbritannien gör anspråk på området. Toppen på Mount Gilbert är 1 420 meter över havet, eller 615 meter över den omgivande terrängen. Bredden vid basen är 9,7 km.
Terrängen runt Mount Gilbert är huvudsakligen kuperad, men åt nordost är den platt. Trakten är obefolkad. Det finns inga samhällen i närheten.